# 岩木町
岩木町（いわきまち）は、かつて青森県中津軽郡におかれていた町。2006年2月27日に弘前市・相馬村と合併し、新しい弘前市の一部となったため消滅した。

## 地理
岩木山の山頂が町内にあり、岩木町の西側半分ほどが岩木山の山麓になっている。町の南東を流れる岩木川に沿って市町村境界がある。町の中心部は、弘前市に近い町の東部にある。
- 山：岩木山
- 河川：岩木川

## 歴史
- 1889年（明治22年）4月1日 - 町村制施行により中津軽郡宮地村、五代村、新岡村、葛原村、新法師村、百沢村、常盤野村、松代村が合併し、岩木村が発足。
- 1939年（昭和14年）8月1日 - 大字松代が西津軽郡中村（現・鰺ヶ沢町）に編入。
- 1955年（昭和30年）3月1日 - 大浦村、駒越村と合併し、新・岩木村が発足。
- 1961年（昭和36年）2月1日 - 町制施行して、岩木町となる。
- 2006年（平成18年）2月27日 - 弘前市、相馬村と合併し、新・弘前市となり消滅。

### 隣接していた自治体
- 弘前市
- 中津軽郡：相馬村、西目屋村
- 西津軽郡：鰺ヶ沢町

## 教育
- 青森県立岩木高等学校（2017年弘前中央高等学校へ統合され閉校）
- 岩木町立津軽中学校
- 岩木町立常盤野小中学校
- 岩木町立岩木小学校
- 岩木町立百沢小学校（2018年岩木小学校へ統合され閉校）

## 姉妹都市・提携都市

### 国内
- 北海道上川郡美瑛町（1992年1月22日）

### 海外
- アメリカ合衆国 オレゴン州 ミルウォーキー（1993年6月4日）

## 交通

### 道路
- 青森県道3号弘前岳鰺ケ沢線
- 青森県道28号岩崎西目屋弘前線
- 青森県道30号岩木山環状線
- 青森県道35号五所川原岩木線
- 青森県道129号関ケ平五代線

### バス
- 弘南バス

## 名所・旧跡・観光スポット
- 岩木山神社（いわきやまじんじゃ）
- 高照神社（たかてるじんじゃ）
- 嶽温泉（だけおんせん）
- 百沢温泉（ひゃくざわおんせん）
- 津軽岩木スカイライン

## 祭礼、伝統芸能
- お山参詣

## 特産品、名物
- りんご
- 嶽きみ（嶽地区名産のとうもろこし）

## 出身有名人
- 岩木山竜太 - 大相撲力士
- 出羽湊秀一 - 大相撲力士
- 鳴海要 - 陶芸家